# Miklós Ligeti
Pour les articles homonymes, voir Ligeti.
Miklós Ligeti né le 1er mai 1871 à Pest, Hongrie et mort le 10 décembre 1944  à Budapest, est un sculpteur et un artiste hongrois. Son style sculptural intègre des éléments de l'impressionnisme et du réalisme.

## Biographie
Miklós Ligeti est l'élève de Alajos Stróbl à Budapest, puis étudie ensuite à Vienne, Autriche.
Il a principalement produit des monuments et des portraits. Ses œuvres principales sont les statues érigées à Budapest : Anonymus (1903), Fontaine de la Paix, Mme Déry et Mémorial de la Cavalerie d'artillerie (1937). Ces deux dernières statues ont été tellement endommagées lors de la Seconde Guerre mondiale qu'elles ont dû être enlevées.
Ses décorations les plus célèbres sont celles réalisées à Budapest pour le Parlement hongrois, le palais Adria place Deák Ferenc, et le palais Gresham.
Sa statue la plus connue est celle représentant Anonymus, l'auteur de la Gesta Hungarorum, dans le parc Városliget à Budapest.
Ligeti est également le sculpteur d'une statue honorant le major-général Harry Hill Bandholtz de l'armée américaine, qui se trouve sur la place de la Liberté, en face de l'ambassade américaine de Budapest.
Miklós Ligeti a été président de la Société hongroise des arts appliqués. Ses céramiques sont également populaires. C'est l'un des représentants les plus célèbres de la sculpture impressionniste en Hongrie.

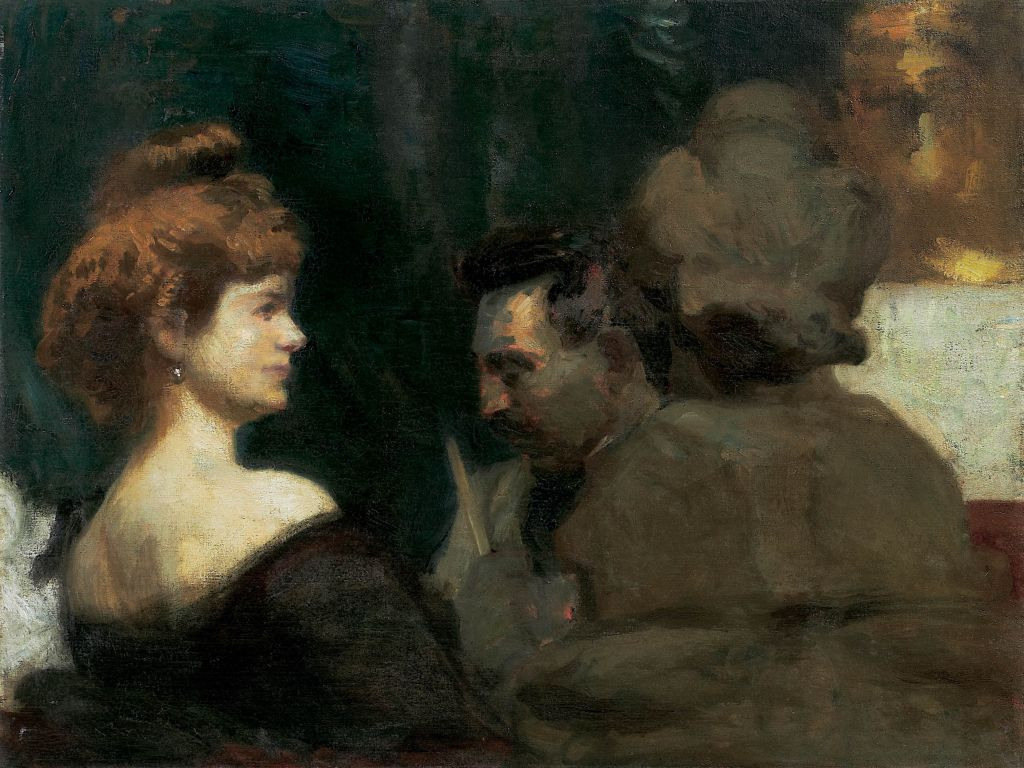
Miklós Ligeti sculptant un modèle. Par Béla Iványi-Grünwald (1867–1940).
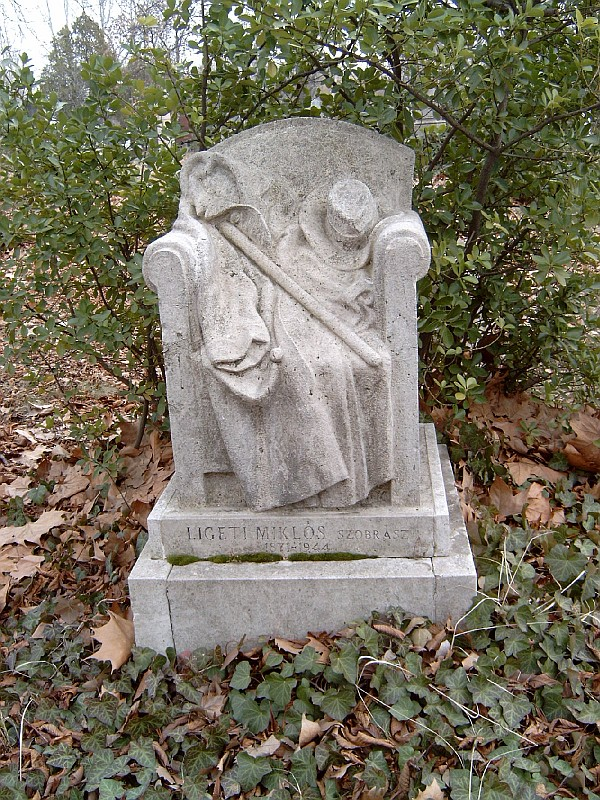
Tombe de Miklós Ligeti, cimetière Kerepesi, tombe 18/1-1, Budapest, sculpteur Jenő Bory.

## Œuvres
Galerie nationale hongroise (Magyar Nemzeti Galéria), château de Buda, Budapest :
- Éva (Ève) (1897), marbre, hauteur 54 cm.
- Rippl-Rónai portrait (1901), bronze, hauteur 45 cm.
- Csók/Szerelem (Baiser/Amour) (1901), marbre, hauteur 62 cm.
- Mme Kosztolányi Kann Gyula (1905), bronze, hauteur 55 cm.

Dans des lieux publics à Budapest :
- Béla Iványi-Grünwald (1901), portrait.
- Anonymus (1903), bronze, hauteur 190 cm.
- Élisabeth de Wittelsbach (Sissi) (1907), marbre.
- Le prince héritier Rodolphe d'Autriche (1908).

## Galerie

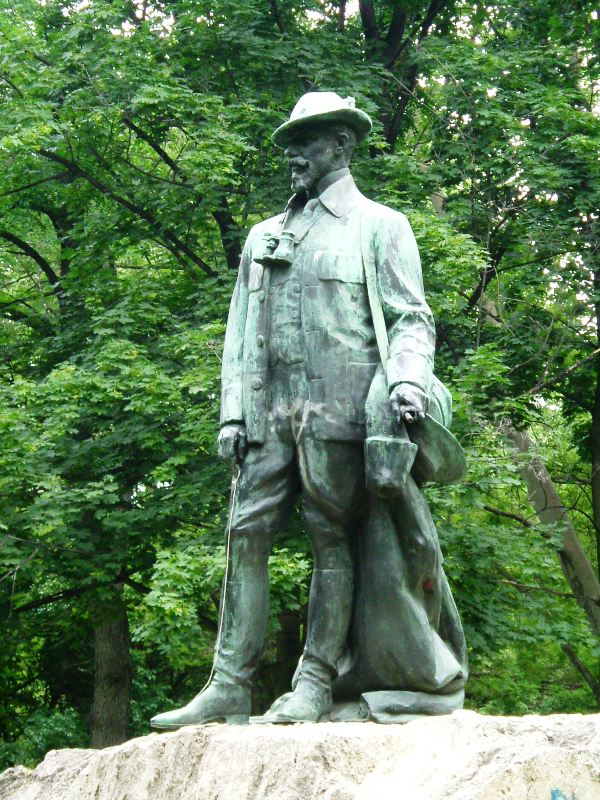
Miklós Ligeti, statue du prince héritier Rodolphe d'Autriche (1858-1889), 1908, dans le parc du Château de Vajdahunyad, Városliget, Budapest.
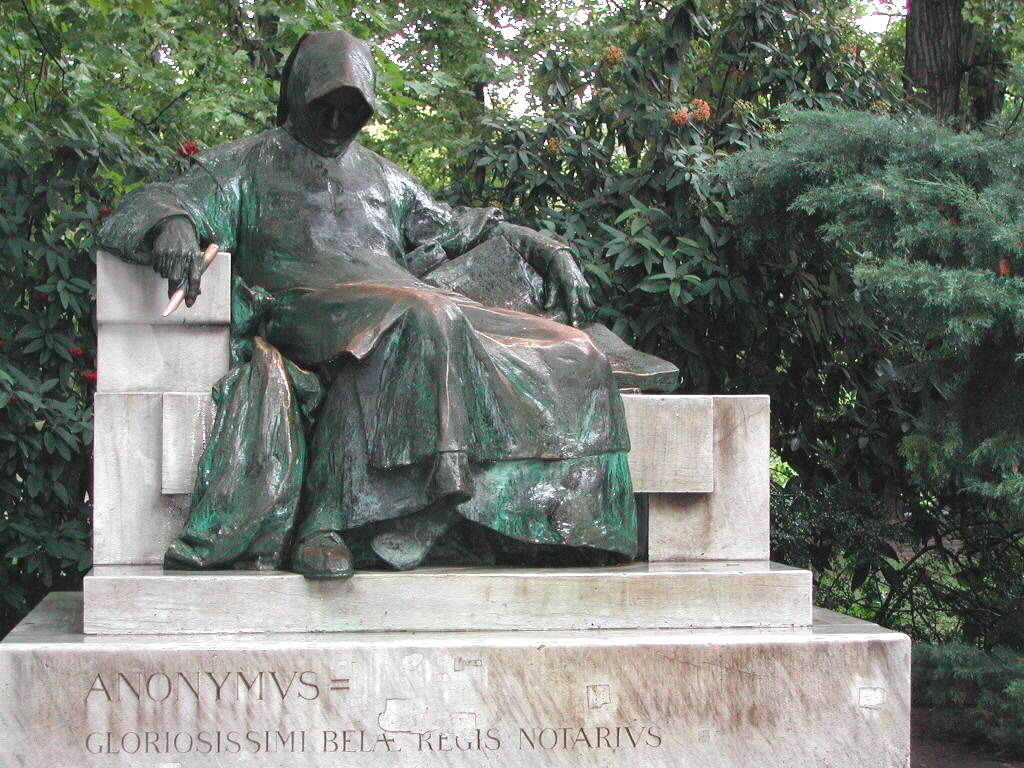
Miklós Ligeti, Anonymus, 1903
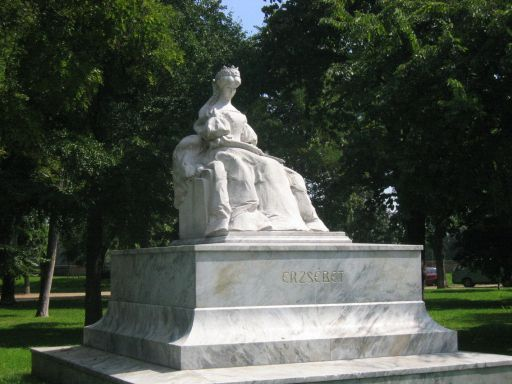
Miklós Ligeti, Élisabeth de Wittelsbach (1837-1898), statue à Szeged, Hongrie.
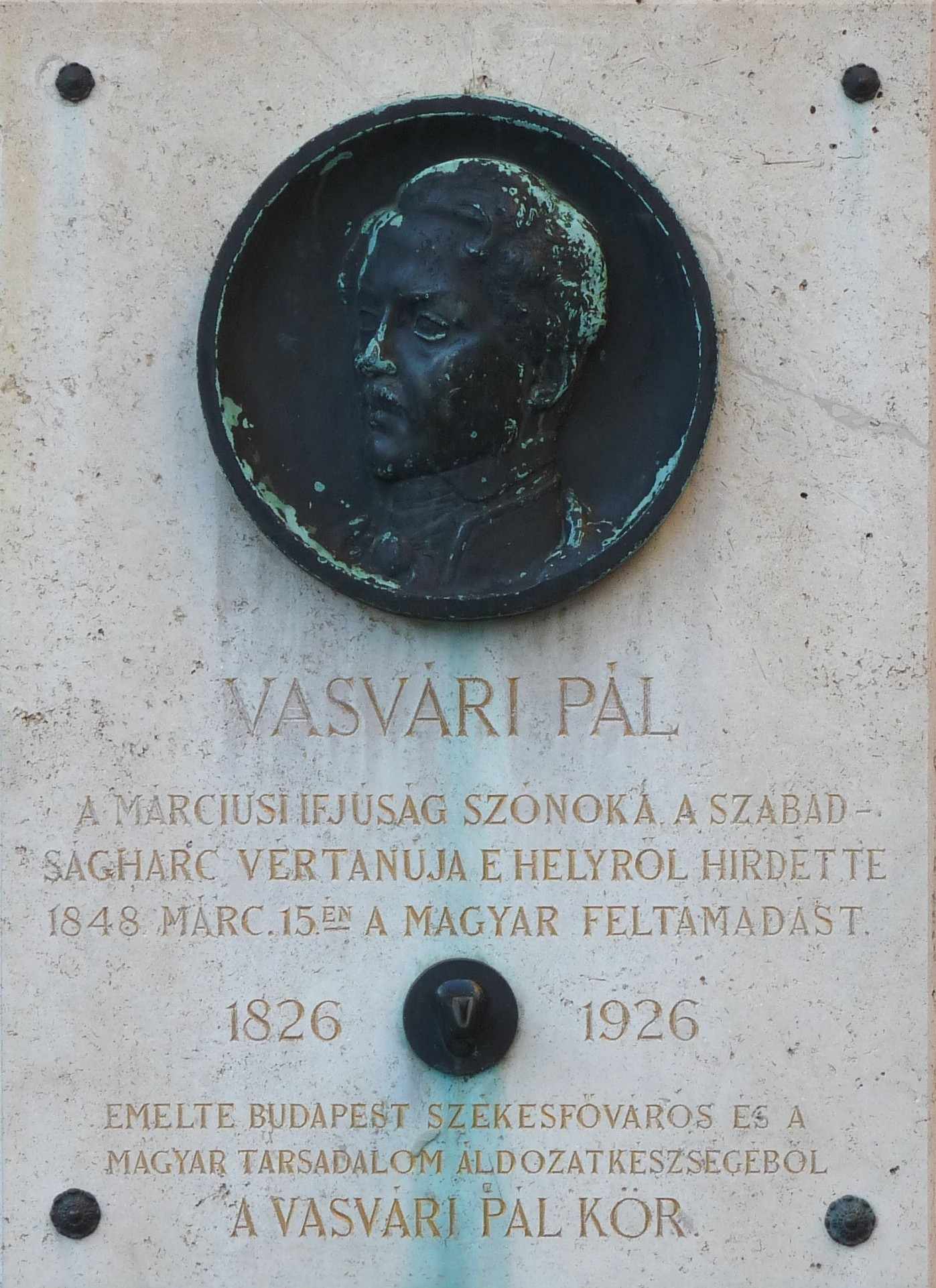
Miklós Ligeti, plaque commémorative pour Paul Vasvári (1826-1849) historien, philosophe, révolutionnaire. Plaque située sur le mur nord du Musée National hongrois (Budapest, VIII. ker. Múzeum körút 14-16).
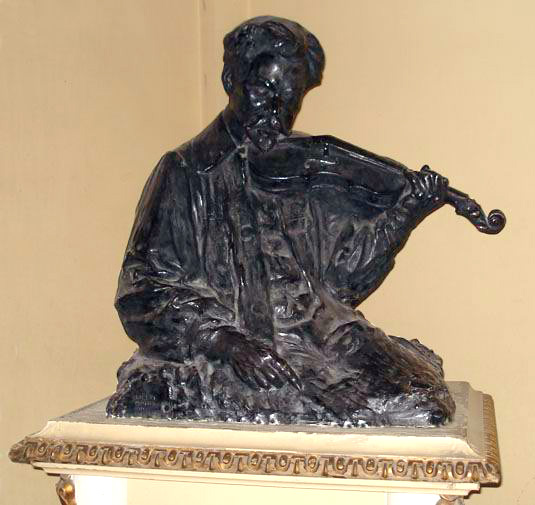
Miklós Ligeti, buste du violoniste hongrois Jenő Hubay (1858-1937). Palais de la musique, Miskolc, Hongrie.
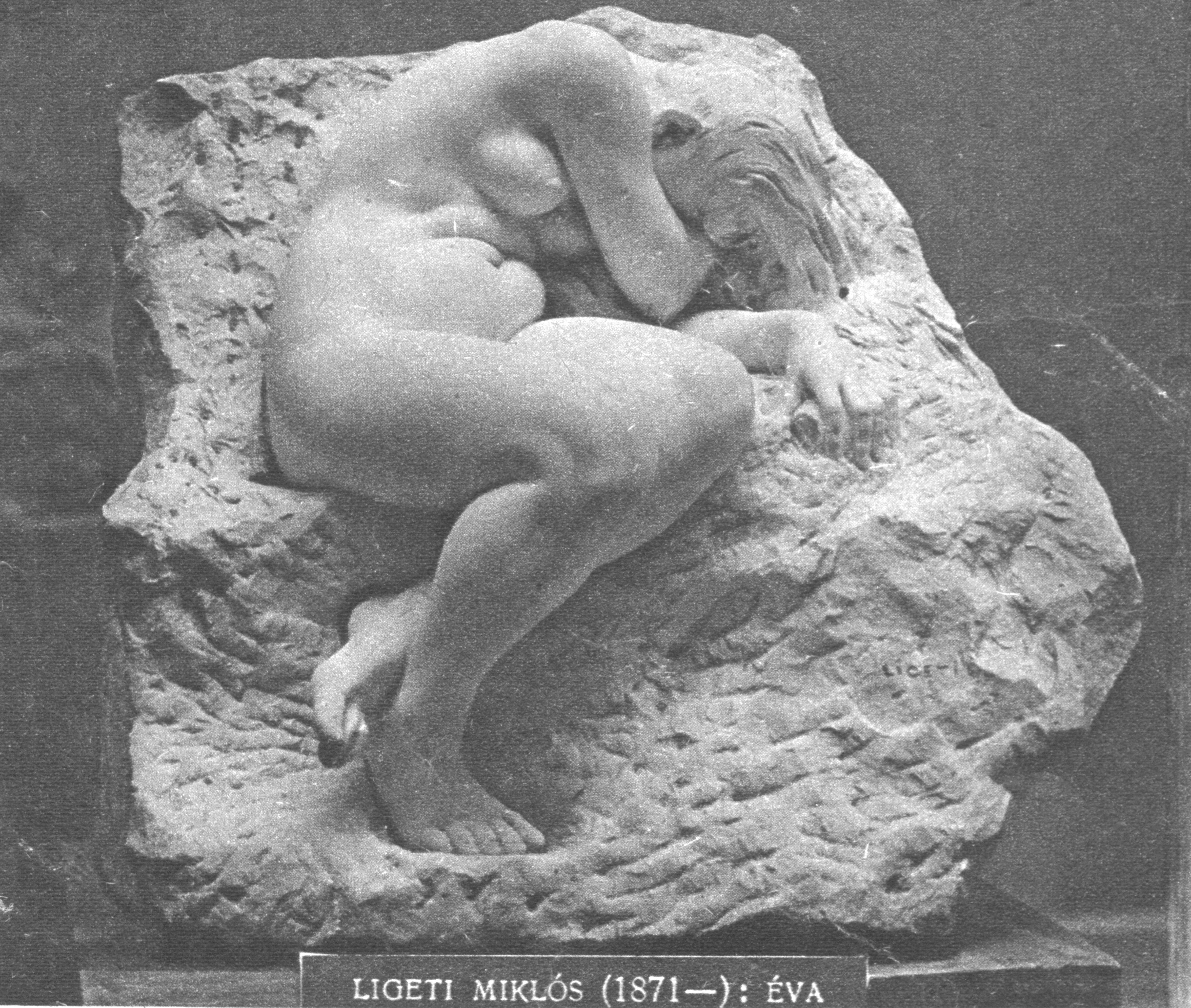
Miklós Ligeti, Éva.